# Franquicia (privilegio)
Es probable que con el nombre de franquicia se haya designado en un principio los derechos que pertenecían a los hombres libres.
Cuando se estableció la máxima feudal: no hay tierra sin señor y que la servidumbre fue de derecho común, aquellos que pudieron exceptuarse y sin ser señores, sustraerse a la servidumbre, poseyeron franquicias. Todos los comunes y especialmente las ciudades amuralladas tenían franquicias, nombre bajo el cual se confundían frecuentemente las inmunidades y los privilegios. Así, el derecho de percibir el impuesto, de no pagarlo más que cuando había sido consentido a ello, de no recibir hombres de guerra en sus muros ni aun los de la comitiva del rey y otra infinidad de menor importancia, eran otras tantas franquicias.
Los países constituidos en Estado tenían también los suyos y los reyes, en su coronación juraban respetarlos. El derecho de asilo era una franquicia que pertenecía a ciertos lugares consagrados. El clero tenía también las suyas y especialmente el famoso beneficio clerical, por el cual todo clérigo u hombre de letras no era justiciable sino en presencia de los tribunales eclesiásticos. Los embajadores gozaban también de ciertas franquicias.
Pero el régimen de las franquicias cesó en todos los países libres desde que la libertad fue declarada de derecho común por la Revolución Francesa. La igualdad delante de la ley fue establecida para las personas y para las tierras.